# 足利家綱
足利 家綱（あしかが いえつな）は、平安時代末期の武将。通称は足利壱岐守、孫太郎。鎮守府将軍・藤原秀郷を祖とする藤姓足利氏の3代当主。
怪力士家綱の伝承や、朝日森天満宮、安楽寺、孫太郎神社など、数多くの神社仏閣の建立や復興、移転に関わったことも伝えられている。

## 経歴
足利郡司で相撲人としても有名だった父、藤姓足利氏の2代当主足利成綱の子として生まれるが、成綱が早世してしまい、祖父足利成行の養子となる。家綱が成人するまでは一族の足利行国が藤姓足利氏の当主を代行したが、その後は家綱が藤姓足利氏の当主となった。そして亡き父同様、家綱もまた相撲人として広く知られるようになり、その怪力と大柄な体格は、以降の子孫にも代々継承されていく。
天永2年(1111年)8月20日の相撲節で、15番に家綱の名前が、16番に成綱の名前が登場することから、この時点では成人前だったことが分かる。
永久2年(1114年)8月、上野国国司が家綱が雑物の略奪を行ったとして、検非違使庁の中御門宗忠に訴えがあった。白河天皇は家綱の主君にあたる源為義を呼び出し雑物の返還を求めたが、源為義は家綱は自分の郎党ではないと主張した。しかし、その後の結末は記録として残っていない。
その後、源義国の家人となった家綱は、滝口武者として京都へ上洛した際、同僚の滝口武者の小野寺義寛の嫉妬による讒言により謀反を企てていると疑いをかけられ、九州筑紫の大宰府の安楽寺に流罪となった。安楽寺は菅原道真が居住していた寺であり、自らと菅原道真の境遇を重ねて毎日のように天拝山に登り天満宮に祈念したとされる。
大宰府流刑中の元永元年（1118年）、朝鮮より「蛇慢（じゃまん）」「我慢（がまん）」「岩幕（がんまく）」という三人の力士が渡来し、日本の力士と試合を行い負けた方が貢物を行う取り決めとなったが、京の都にはこの三人の力士に敵う者がいなかった。そこで家綱は京に呼び出され、後白河天皇に試合を行うように命を受けたが、流罪により体は衰え戦う気持ちも湧かないと断った。しかし、九州に戻った後にも後白河天皇の使いが家綱を訪れ、その熱心さに折れ、試合に出ることに決めた。国を背負って戦う事に相当な重荷を感じていたといわれるが、いざ試合が始まると大声を上げ、１人は踏み倒し、もう１人は持ち上げ投げ飛ばしてしまった。そして残った１人は、悪態をつき朝鮮へ帰っていった。後白河天皇はあまりのことに驚いたという。。この華々しい活躍により功績が称えられ、九州太宰府からの帰郷が許されることとなり、同時に罪は小野寺義寛の讒言であったと認められたという。そして他にも褒美を与えると言われ、安楽寺の山門と天満宮を賜った。これらは帰郷の際に船に乗せ、江戸から川を登って佐野に入り、唐沢城中の天神沢に朝日森天満宮を建立。安楽寺の山門も唐沢城に持ち込んだといわれるが、元永三年（1120年）に現在の場所に移転したとされている。また帰郷の際、家臣の会場能登守が九州より片葉のあしを持ち帰り、佐野市内の湿地帯に植えたとされ、現在でも僅かではあるが現存している。
元永二年(1119年)には建立した朝日森天満宮の祭りに朝廷の勅使、中御門大納言が都から下向し、家綱はこれを下馬し迎えたという話が今に伝わっており、足利市に下馬橋という場所が残っている。このような些細な話が今なお伝わっているところから、家綱が民衆から慕われていたことを伺うことが出来る。流罪のきっかけとなった小野寺義寛とは、正確な年代は分かってはいないが、小野寺義寛から謝罪を行い、足利家綱はこれを許したと伝わっており、実際に孫娘を小野寺義寛に嫁がせている。
保元3年(1158年)6月27日に後白河天皇の御前で行われた相撲召合の記録では、17番目の最後の力士として足利家綱が登場しており、朝鮮力士との試合から40年経った後でも現役の力士であった。
康治二年頃から永暦二年(1161年)、家綱は下野梁田御厨の地頭職を巡り、源義国や源義康と約二〇年にわたって抗争している。源義国は足利成綱の娘婿であり、足利成綱の相続を巡っていた可能性がある。
仁安2年(1167年)、嫡男の足利俊綱がある女性を凶害したことで足利荘領主職を得替となった際、足利市両崖山の足利城を離れ、能忍地（佐野市田沼町の愛宕山麓)の能忍寺に蟄居したと伝わっている。現在この場所には総合運動公園が出来てしまい遺構は残されていないが、公園設立以前は土塁などが残されていたという。また、能忍寺に移り住んだ際、朝日森天満宮を唐沢山西麓に移したというが、江戸時代には現在の佐野市天神町に移設された。安元元年(1175年)1月13日、足利俊綱は佐野市の赤見城に移り住んだが、家綱は能忍寺に残って余生を過ごしたと言われている。
寿永2年(1183年)2月、志田義広が源頼朝を討たんと挙兵すると、家綱の嫡男・足利俊綱と孫・足利忠綱は呼応するが、小山朝政や小野寺道綱の策略によって志田義広は敗北し、藤原足利氏は戦わずして敗北してしまう。戦後の処理の中で、足利俊綱は死亡、足利忠綱は逃亡するが、源頼朝からは妻子含め本宅資材に関しては安堵が通達され、家綱は生き残った。
寿永3年(1184年)5月14日には、栃木市岩舟町の住林寺で、足利俊綱の供養のために小野寺道綱が仏像を建立し、家綱は結縁した。
天承元年(1131年)12月13日、能忍地の館で息を引き取った。しかし、年代が合わないため、誤記あるいは誤った伝達がされていると思われる。死後は遺言により、佐野市の名菊山の岩窟に埋葬された。彼の武勇に肖ろうと、毎年命日になると多くの相撲人が墓参りに来ていたという。現在は採掘により岩窟は失われたが、祠は山の麓に移設され、家臣であったという大沢一族によって今もなお大切に守られている。